# Préjudice sexuel
 (octobre 2006).
Il s’agit de l’impossibilité d’avoir des rapports sexuels normaux, l’impossibilité de procréer, la difficulté d’avoir des relations sexuelles. Après avoir été longtemps indemnisé dans le préjudice d’agrément il fait maintenant l’objet d’une réparation bien distincte.
Il est pris en compte lorsqu’il a été retenu par l’expert et donne lieu à une indemnisation des deux conjoints. Il varie beaucoup en fonction de l’âge et d’autres critères.

## Source
- Barème indicatif de la Cour d’appel d’Aix-en-Provence de 2003/2004